# Ibrahim Sunday
Pour les articles homonymes, voir Sunday.
Ibrahim Sunday (né le 22 juillet 1944 à Koforidua) est un footballeur, milieu de terrain ghanéen. 

## Biographie
Il a obtenu le Ballon d'or africain en 1971. Il a commencé sa carrière dans le club de l'Ashanti Kotoko où il prendra la brassard de capitaine. En 1970 il va remporter la Coupe d'Afrique des Clubs champions. 
L'international Black Stars, signera ensuite avec le club allemand du Werder de Brême. Sa première sélection date de 1966. Deux ans plus tard, il participe à sa première Coupe d'Afrique des nations où il marquera un but dans l'opposition face aux rivaux ivoiriens.